# Auxa longidens
Auxa longidens là một loài bọ cánh cứng trong họ Cerambycidae.